# کارلوس ریگاداس
کارلوس رِیگاداس (اسپانیایی: Carlos Reygadas‎؛ زادهٔ ۱۰ اکتبر ۱۹۷۱) کارگردان فیلم اهل مکزیک است.

## فیلم‌شناسی
- ژاپن (۲۰۰۲)
- نبرد در بهشت (۲۰۰۵)
- نور خاموش (۲۰۰۷)
- پس از ظلمت، نور (۲۰۱۲)
- زمان ما (۲۰۱۸)